# Antonín Jan Libštejnský z Kolovrat
Antonín Jan Bedřich svobodný pán Libštejnský z Kolovrat (německy Anton Johann Friedrich Freiherr von Kolowrat-Liebsteinsky; 2. dubna 1656 Luky – 16. března 1699 Luky) byl český šlechtic z rodu Kolovratů. Vlastnil menší statky v severozápadních Čechách a zastával úřady v zemské správě Českého království.

## Životopis

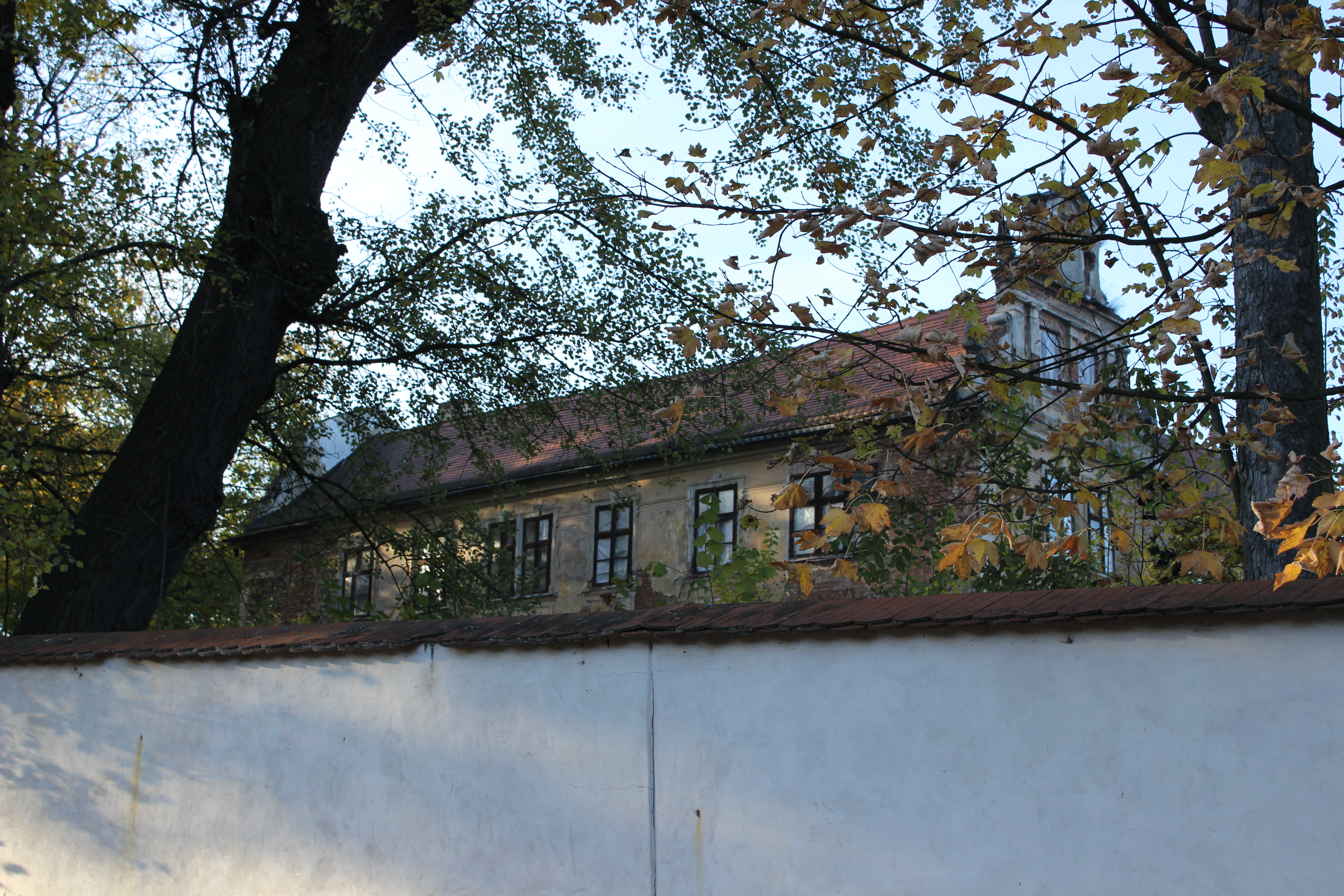
Zámek Luka, sídlo Antonína Jana Libštejnského z Kolovrat

Pocházel ze starého českého rodu Kolovratů, patřil k větvi Libštejnských z Kolovrat, vzhledem k širokému rozvětvení byla rodina Antonína Jana označovaná jako mladší panská linie. Narodil se jako nejstarší ze čtyř synů císařského rady Voka (Volfganga) Libštejnského z Kolovrat (1633–1676) a jeho manželky Anny Barbory, rozené Prollhoferové z Burgesdorfu (1630–1675). Na přelomu let 1675–1676 ztratil oba rodiče, a protože byl v té době ještě nezletilý, jeho poručníky byli ustanoveni strýc Jaroslav Julius Libštejnský z Kolovrat (1626–1686) a teta Maxmiliána Apolonie, provdaná hraběnka Verdugová (1637–1695). Po dosažení plnoletosti se sám stal poručníkem svých mladších sourozenců. V letech 1677–1681 absolvoval kavalírskou cestu po západní Evropě, převážně po Itálii a Francii. Doloženy jsou jeho pobyty v Sieně, Římě a Lyonu, nejdéle pobýval v Turíně, kde celý rok strávil studiem na šlechtické akademii (1678–1679). Do Čech se vrátil v létě 1681 a zapojil se do veřejného života, získal titul císařského komorníka, poté byl přísedícím dvorského a komorního soudu. Nakonec byl jmenován císařským radou a před svou předčasnou smrtí zastával úřad hejtmana žateckého kraje (1694–1699). Zemřel ve věku 42 let na svém sídle v Lukách, kde byl také pohřben. Ve funkci žateckého krajského hejtmana jej nahradil jeho bratranec Ferdinand Leonard Libštejnský z Kolovrat.

## Majetkové a rodinné poměry
Po otci zdědil statek Malá Černoc na Lounsku, v roce 1683 přikoupil nedaleký statek Řepany s tvrzí, tento majetek ale již v roce 1687 prodal Michnům z Vacínova. Mezitím v roce 1685 po mladším bratru Leopoldu Antonínovi (1660–1685) zdědil statek Luky (dnes pod názvem Luka) s nově postaveným zámkem a Verušičky s dvoupatrovou tvrzí připomínanou naposledy v roce 1709. Luka a Verušičky byly dědictvím po matčině rodu Prollhoferů z Burgersdorfu. V roce 1688 nakonec koupil statek Blšany. Blšanská tvrz byla již v době pobělohorských konfiskací uváděna jako nedostavěná a zpustlá, Antonín Jan ale tímto obchodem rozšířil rodový majetek v sousedství Malé Černoce.
Byl ženatý s Maxmiliánou Veronikou Zárubovou z Hustířan (1660–1733), z jejich manželství se narodil jediný syn Václav Ferdinand (1692–1731), který ještě před dosažením zletilosti kvůli zadlužení ztratil otcovské dědictví (1709) a zemřel jako důstojník císařské armády v Kladsku.
Antonín Jan Libštejnský měl celkem třináct sourozenců, z nichž deset zemřelo v dětství nebo raném mládí včetně mladšího bratra a spoludědice Leopolda Antonína (1660–1685) zemřelého v Karlových Varech. Sestra Marie Magdalena (1665–1720) byla provdaná poprvé za hraběte Františka Karla z Valdštejna (1673–1701), jejím druhým manželem byl hrabě Jan Václav ze Šternberka († 1712), majitel Českého Šternberka a poslední potomek větve Holických ze Šternberka. Další sestra Kateřina Ludmila (1669–1715), pozdější dáma Řádu hvězdového kříže, se provdala do Slezska. Jejím prvním manželem byl Bernard August ze Žerotína († 1700), podruhé se provdala za opavského zemského hejtmana hraběte Jana Rudolfa z Gašínu (1653–1715).